# Oren Moverman
Oren Moverman (Jaffa, 4 de julho de 1966) é um roteirista e cineasta norte-americano. Como reconhecimento, foi nomeado ao Oscar 2010 na categoria de Melhor Roteiro Original por The Messenger.